# Dmitrij Pietruszewski
Dmitrij Moisiejewicz Pietruszewski (ur. 13 września 1863 w Kobrynowie, zm. 12 grudnia 1942 w Kazaniu) – rosyjski historyk, mediewista.
Ukończył studia na Uniwersytecie Kijowskim (1886). W latach 1897–1906 profesor Uniwersytetu Warszawskiego, następnie pracował w Petersburgu (1914–1917), Iwanowie i Moskwie do 1942. Od roku 1906 profesor Uniwersytetu Moskiewskiego (w roku 1911 porzucił uniwersytet w proteście przeciwko polityce nowego ministra edukacji Lwa Kasso, powrócił w roku 1917). Od roku 1929 członek AN ZSRR, zajmował się historią Europy Zachodniej, głównie Anglii. Dla pogłębienia znajomości tej tematyki w latach 80. i 90. wyjeżdżał do Londynu, gdzie pracował w Muzeum Brytyjskim. Pochowany w Kazaniu. Początkowo ulegał wpływom marksizmu, w późniejszym okresie badań był pod wpływem neokantystów (m.in. H. Rickerta) oraz A. Dopscha.

## Twórczość
- 1901 – Wosstanije Uota Tajlera
- 1903 – Oczerki iz istorii anglijskogo gosudarstwa i obszczestwa w sriednije wieka
- 1928 – Oczerki iz ekonomiczeskoj istorii sriedniewiekowoj Jewropy